# Thomson (cratera)

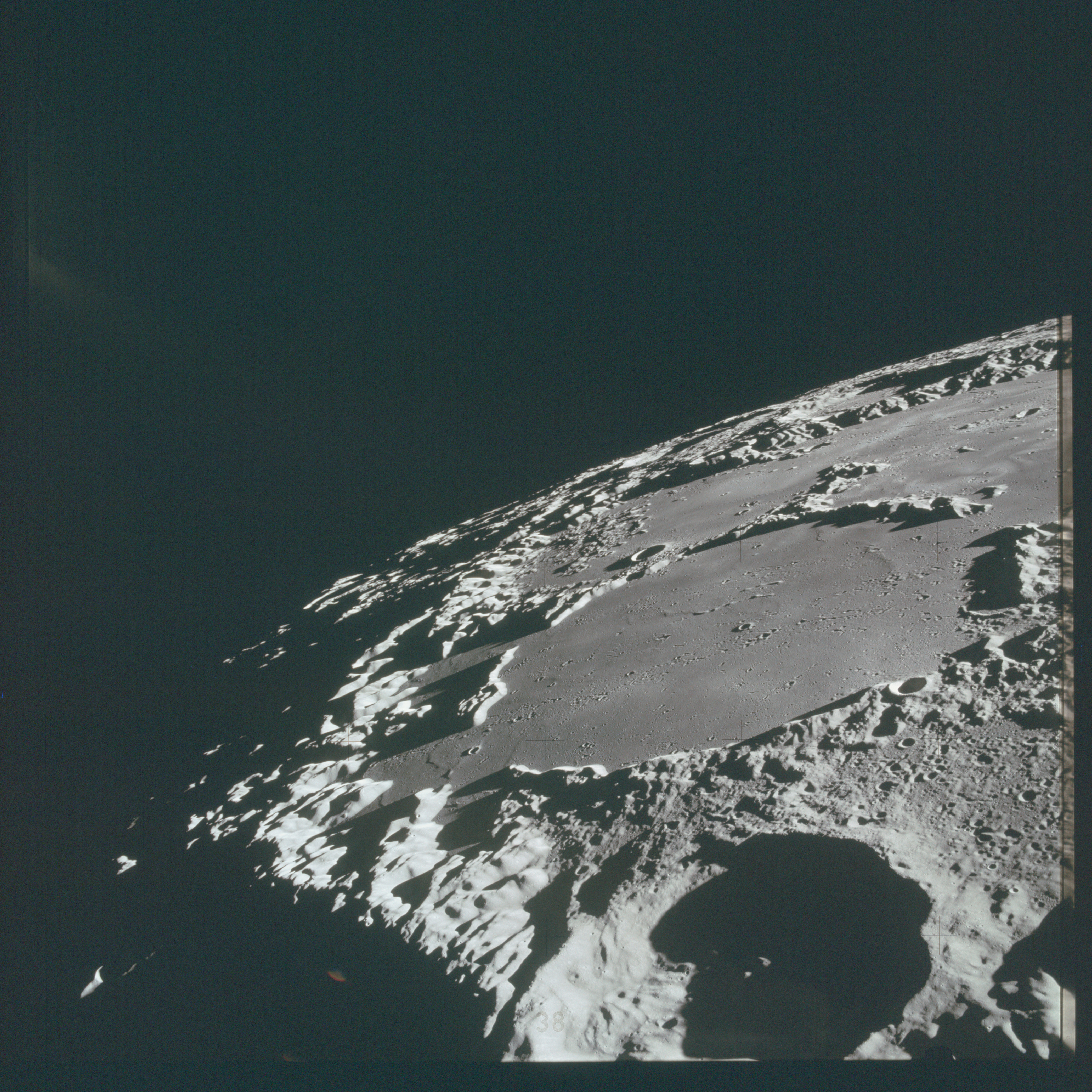
Visão oblíqua de Thomson da Apollo 15

Thomson é uma cratera de impacto lunar localizada dentro do Mare Ingenii no outro lado da Lua. Apenas a nordeste está a incomum formação de crateras fundidas de Van de Graaff￼￼. Na borda noroeste da água é O'Day , e ao sul-sudoeste está Obruchev na margem sul do Mare Ingenii.
No passado, a cratera foi inundada por lava , deixando apenas a borda externa intacta. Há lacunas nas bordas leste e oeste, deixando duas formações montanhosas de "meia-lua" de frente uma para a outra em todo o piso relativamente plano. Há um remanescente semelhante a uma cratera inundada por lava ligado à margem sul de Thomson. O piso da Thomson tem vários impactos secundários que formam linhas lineares curtas na superfície.

## Crateras satélites
Por convenção, essas características são identificadas em mapas lunares, colocando a letra ao lado do ponto médio da cratera mais próximo de Thomson.
| Thomson | Latitude | Longitude | Diâmetro |
| ------- | -------- | --------- | -------- |
| J       | 35,9 ° S | 169,6 ° E | 44 km    |
| M       | 35,7 ° S | 166,0 ° E | 119 km   |
| V       | 30,7 ° S | 162,2 ° E | 13 km    |
| W       | 30,2 ° S | 163,3 ° E | 17 km    |